# Вологда (футбольный клуб)
«Во́логда» — российский футбольный клуб из Вологды, основанный в 2010 году и проведший два сезона во Втором дивизионе (ПФЛ), домашние матчи играл на стадионе «Динамо».

## История клуба
Команда образована в 2010 году, под названием «СДЮШОР-Инвестстрой», из футболистов юношеской команды «СДЮСШОР-3» 1993 года рождения. Эта команда стала победителем первенства России по футболу в зоне «Золотое кольцо», серебряным призёром финального турнира.
В ноябре 2010 года клуб получил название «Вологда». Перед сезоном 2011/2012 руководство клуба поставило перед футболистами задачу выхода во Второй дивизион первенства России, которую футболисты выполнили благодаря победе в Кубке Межрегиональной федерации футбола «Золотое кольцо».
29 мая 2012 года аттестационная комиссия РФС присвоила ФК «Вологда» профессиональный статус. Первый матч на профессиональном уровне команда провела 17 июля 2011 года в Кубке России против ФК «Догопрудный», в котором проиграла со счётом 0:1. С сезона 2012/2013 выступала в зоне «Запад» Второго дивизиона.
В июне 2014 года стало известно, что ФК «Вологда», единственный футбольный клуб, представлявший Вологодскую область в профессиональном футболе, не сможет принять участие в первенстве 2014/15 годов из-за проблем с финансированием.
В 2012—2014 годах в первенстве МФФ «Золотое кольцо» (Третий дивизион) играла молодёжная команда ФК «Вологда» (в 2014 году, после выхода из ПФЛ — ФК «Вологда»).
В 2015 году ФК «Вологда» отказалось, как и вологодское «Динамо», от участия в чемпионате МФФ «Золотое кольцо».
В 2016—2020 годах в первенстве МФФ «Золотое кольцо» играла команда «СДЮСШОР-Вологда» (в 2018 году — «4 сада»). 
В 2021 году на базе команды СДЮСШОР создана (возрождена) команда «Динамо-Вологда».

## Сезоны

### Первенство России
| Сезон   | Дивизион                      | Место | И  | В | Н | П  | М     | О  | Тренеры                       |
| ------- | ----------------------------- | ----- | -- | - | - | -- | ----- | -- | ----------------------------- |
| 2010    | ЛФК, зона «Золотое кольцо»    | 3     | 16 | 7 | 6 | 3  | 24-11 | 27 | ?                             |
| 2011/12 | ЛФК, зона «Золотое кольцо»    | 2     | 18 | 9 | 6 | 3  | 37-14 | 33 | ?                             |
| 2012/13 | Второй дивизион, зона «Запад» | 11    | 26 | 7 | 3 | 16 | 25-37 | 24 | Руслан Санталов               |
| 2013/14 | ПФЛ, зона «Запад»             | 15    | 32 | 7 | 8 | 17 | 34-49 | 29 | Руслан Санталов, Сергей Бойко |

### Кубок России
| Сезон   | И | В | Н | П | М   | Результат            |
| ------- | - | - | - | - | --- | -------------------- |
| 2012/13 | 1 | 0 | 0 | 1 | 0-1 | 1/256 (Долгопрудный) |
| 2013/14 | 1 | 0 | 0 | 1 | 0-2 | 1/256 (Тосно)        |

## Достижения
- Обладатель Кубка Межрегиональной Федерации футбола «Золотое кольцо»: 2011
- Победитель первенства Вологодской области: 2011
- Обладатель Кубка Вологодской области: 2011